# Amélia Calumbo Quinta
Pour les articles homonymes, voir Quinta.
Amélia Calumbo Quinta est une femme politique angolaise. Membre du Mouvement populaire de libération de l'Angola (MPLA), elle est élue députée de l'Angola aux élections nationales du 28 septembre 2017,,.
Quinta est licenciée en psychologie et enseignante. Elle a occupé plusieurs fonctions au sein de l'Organização da Mulher Angolana (Organisation des femmes angolaises, OMA), pour la province de Bié, d'abord comme secrétaire municipale de Kuemba (1976-1980), puis comme secrétaire provinciale.